# Premio Joan Duch de poesía
El premio Joan Duch de poesía para jóvenes escritores (en catalán: premi Joan Duch de poesia per a joves escriptors) es un premio literario para jóvenes en lengua catalana, convocado por la Comisión del Premio Literario Joan Duch, el Ayuntamiento de Juneda y la editorial Fonoll, con la colaboración del Instituto de Estudios Ilerdenses, la Diputación Provincial de Lérida y la familia Duch. Está dirigido a obras inéditas escritas por personas menores de 35 años. En 2021, el premio tuvo una dotación de 1.500 euros.
El nombre del premio es un homenaje al poeta novecentista de Juneda Joan Duch i Arqués.

## Ganadores
- 1999 - Amadeu Vidal, Joan Graell, Roser Guasch, Alexandre Navarro, Guillem Alfocea, Txema Martínez, por Batecs
- 2000 - Jordi Tristany, Joel Bagur, Guillem Alfocea, J. Duran, Daniel Martínez i Ten, por Trànsit poètic
- 2001 - Daniel Martínez i Ten, Manel Marí, Jordi Julià, Joan Graell, Sílvia Pons, por Fars
- 2003 - Tomàs Ivan Alcázar, Neus Cabrero, Vicent Almela, Mariona Gené, Mireia Companys, Òscar Bernaus, por Salvatges silencis
- 2004 - Joan Fontana, Enric Boluda, Roc Casagran, Gabriel Pena, Irene Tarrimas, Jordi Masbernat, por Trista joia
- 2005 - Israel Clarà, Roc Casagran, Mireia Companys, Laia Noguera, Sergio Roche, Jordi Masbernat, por Bellesa ferotge
- 2006 - Irene Clarà, David Jané, Jordi Masbernat, Sergio Roche, Mariona Gené, Cristina Farrerons, por Esguards sincers
- 2007 - Sergio Roche, Vicenç Amorós, Enric Boluda, Ester Brescó, Lluís Vicent Banyuls, por Primaveres imperfectes
- 2008 - Xevi Pujol, por Mar encesa
- 2009 - Carles Dachs Clotet, por Suc de llum
- 2010 - Emili Sánchez-Rubio, por El ginjoler vessant son fruit
- 2011 - Vicenç Ambrós i Besa, por Asimetria
- 2012 - Anna Pantinat i Hernández, por Construcció de la nit
- 2013 - Xavier Zambrano, por Malvestats i paisatges
- 2014 - Joana Castells Savall, por Dels sécs del vent[3]
- 2015 - Ester Suñé Cugat, por El·líptica[4]
- 2017 - Anna Gas i Serra, por Crossa d'aigua[5]
- 2018 - Llorenç Romera Pericàs, por I l'ànima em penjava així
- 2019 - Irene Anglada, per Nusos d'incendi
- 2020 - Carlos Minuchin Vilafranca, por Magma[6]
- 2021 - Laura G. Ortensi, por Matar la mare[2]
- 2022 - Pep Sanz, por La mutació dels pollastres[7]
- 2023 - Laia Pujol Abizanda, por Les bèsties mudes[8]